# Sphaerophysa dianchiensis
Sphaerophysa dianchiensis és una espècie de peix de la família dels balitòrids i l'única del gènere Sphaerophysa.
No presenta dimorfisme sexual.
És un peix d'aigua dolça, demersal i de clima subtropical.
Es troba a la Xina: el llac Dianchi (Yunnan).
Les seues principals amenaces són la introducció d'espècies exòtiques, la pèrdua del seu hàbitat i la contaminació de l'aigua.
És inofensiu per als humans.